# Alforkan Moskee
De Alforkan Moskee is een moskee aan het kruispunt Bilbao's Contezion, genoemd naar het hoofdstuk Al-Furqan uit de koran. De moskee gelegen in het stadsdeel Bilbao la Vieja biedt plaats aan 398 gelovigen. Toen de deuren op 20 juli 2012, de eerste dag van de maand Ramadan, werden geopend, was het de grootste moskee van de Spaanse autonome regio Baskenland.